# Ehrhart Körting
Pour les articles homonymes, voir Körting.
Ehrhart Körting, né le 22 juin 1942 à Berlin, est un homme politique et juriste allemand appartenant au Parti social-démocrate d'Allemagne (SPD).
Juge au tribunal administratif (de) de Berlin au début des années 1970, puis élu local de Berlin-Charlottenburg jusqu'à la fin des années 1980, il occupe, de 1992 à 1997, la vice-présidence de la cour constitutionnelle de Berlin, puis devient sénateur pour la Justice dans la grande coalition d'Eberhard Diepgen. Il quitte le gouvernement régional deux ans plus tard, avant d'y revenir entre 2001 et 2011 comme sénateur pour l'Intérieur dans les sénats de Klaus Wowereit.

## Éléments personnels

### Formation et carrière
Après une scolarité à Bad Harzburg, il entame des études supérieures de droit à Berlin, et les achève à Munich. Il commence à travailler en 1969 comme assistant de procureur au ministère régional de la Justice de Bavière, un poste qu'il quitte en 1970 pour un emploi d'associé de recherche au tribunal administratif fédéral, situé à Berlin, et qu'il conserve pendant deux ans.
En 1971, il reçoit un doctorat de droit, puis devient l'année suivante juge au tribunal administratif (de) de Berlin. Il démissionne en 1975 pour entamer sa carrière politique. Il entame en 1981 une carrière d'avocat, qu'il suspend en 1992, lorsqu'il est désigné vice-président de la Cour constitutionnelle de Berlin pour cinq ans. Il reprend par la suite son activité professionnelle en décembre 1999, avant de la suspendre de nouveau en juin 2001.

## Activité politique

### Carrière locale à Charlottenburg
Il est nommé secrétaire aux Travaux publics de Berlin-Charlottenburg en 1975, puis change de portefeuille quatre ans plus tard et se voit nommé secrétaire à l'Éducation. Il conserve ce mandat jusqu'en 1981, puis est élu membre de l'assemblée du quartier, où il prend la vice-présidence du groupe SPD jusqu'à la fin de la législature, en 1985.

### Député, et sénateur de Berlin
Après avoir été brièvement député à la Chambre des députés de Berlin-Ouest entre 1989 et 1990, il est nommé sénateur pour la Justice de Berlin dans la grande coalition du maire-gouverneur chrétien-démocrate, Eberhard Diepgen, le 13 novembre 1997. Il quitte le gouvernement régional le 6 décembre 1999, Diepgen ayant repris lui-même la direction du département de la Justice après le maintien au pouvoir de la coalition aux élections régionales.
Le 16 juin 2001, Ehrhart Körting devient sénateur pour l'Intérieur dans la coalition rouge-verte minoritaire dirigée par Klaus Wowereit, un poste qu'il conserve dans la coalition rouge-rouge qui prend le relais l'année suivante. Ses compétences s'élargissent aux sports le 23 novembre 2006. Le 24 novembre 2011, à la formation du sénat Wowereit IV, il est remplacé par Frank Henkel.